# Genoa 1893 1987-1988
Questa voce raccoglie le informazioni riguardanti il Genoa 1893 nelle competizioni ufficiali della stagione 1987-1988.

## Stagione
Nella stagione 1987-1988 il Genoa disputa il campionato di Serie B, raccoglie 32 punti e ottenendo il quattordicesimo posto.
Partita con ben altre ambizioni, la squadra allenata da Luigi Simoni disputa un campionato di grande sofferenza. Dopo avere chiuso al terz'ultimo posto il girone di andata, a quota 16 punti, il 25 gennaio 1988 Simoni viene esonerato e sostituito da Attilio Perotti, che nel girone di ritorno non riesce tuttavia a dare la svolta necessaria per mantenere almeno la categoria cadetta. Si arriva così all'ultimo atto, il 19 giugno, a giocarsi la salvezza sul campo di un Modena che vanta gli stessi punti dei liguri (30), in un vero e proprio spareggio da giocare in trasferta: il grifone tira fuori gli artigli e vìola per 3-1 il Braglia, salvando in questo modo la stagione.
Nella Coppa Italia il Genoa disputa il girone di qualificazione nel precampionato, che promuove il Pescara e la Roma agli ottavi di finale; il Genoa vi raccoglie 6 punti, frutto di due vittorie e tre sconfitte. In questi gironi si sperimenta l'allora novità dei tre punti a vittoria, mentre il pareggio porta ai tiri di rigore per stabilire a chi vanno due punti (vincente) e un punto (perdente). Il Genoa non ottiene pareggi in questo girone, senza sperimentare questa novità.

## Divise e sponsor
Lo sponsor tecnico per la stagione 1987-1988 fu Adidas, mentre lo sponsor ufficiale Levante Assicurazioni.
La maglia per le partite casalinghe presentava i colori rossoblù.
| Casa | Trasferta |

## Organigramma societario
Area direttiva
- Presidente: Aldo Spinelli
- Direttore generale: dott. Davide Scapini
- Segretario: rag. Fulvio Benti

Area tecnica
- Allenatore: Luigi Simoni[1], Attilio Perotti[2]
- Secondo allenatore: Sergio Pini
- Preparatore atletico: Armando Onesti

## Rosa
| N. |                   | Ruolo | Calciatore         |
| -- | ----------------- | ----- | ------------------ |
|    | Italia (bandiera) | P     | Giovanni Cervone   |
|    | Italia (bandiera) | P     | Attilio Gregori    |
|    | Italia (bandiera) | P     | Mauro Pasquale     |
|    | Italia (bandiera) | D     | Nicola Caricola    |
|    | Italia (bandiera) | D     | Augusto Gentilini  |
|    | Italia (bandiera) | D     | Paolo Mastrantonio |
|    | Italia (bandiera) | D     | Gabriele Podavini  |
|    | Italia (bandiera) | D     | Claudio Testoni    |
|    | Italia (bandiera) | D     | Vincenzo Torrente  |
|    | Italia (bandiera) | D     | Angelo Trevisan    |
|    | Italia (bandiera) | C     | Andrea Agostinelli |
|    | Italia (bandiera) | C     | Andrea Bianchi     |
|    | Italia (bandiera) | C     | Luca Chiappino     |
|    | Italia (bandiera) | C     | Antonio Di Carlo   |

| N. |                   | Ruolo | Calciatore            |
| -- | ----------------- | ----- | --------------------- |
|    | Italia (bandiera) | C     | Sergio Domini         |
|    | Italia (bandiera) | C     | Stefano Eranio        |
|    | Italia (bandiera) | C     | Marco Pecoraro Scanio |
|    | Italia (bandiera) | C     | Alessandro Scanziani  |
|    | Italia (bandiera) | C     | Marco Sgrò            |
|    | Italia (bandiera) | C     | Elio Signorelli       |
|    | Italia (bandiera) | C     | Ferdinando Signorelli |
|    | Italia (bandiera) | C     | Andrea Spallarossa    |
|    | Italia (bandiera) | C     | Fabio Visca           |
|    | Italia (bandiera) | A     | Claudio Ambu          |
|    | Italia (bandiera) | A     | Massimo Briaschi      |
|    | Italia (bandiera) | A     | Luigi Marulla         |
|    | Italia (bandiera) | A     | Roberto Murgita       |
|    | Italia (bandiera) | A     | Giancarlo Romairone   |

## Risultati

### Serie B

#### Girone di andata
| Arezzo 13 settembre 1987 1ª giornata | Arezzo            | 0 – 0 | Genoa | Stadio Comunale\| Arbitro: \| Pairetto (Torino) \| |
| Arbitro:                             | Pairetto (Torino) |       |       |                                                    |

| Arbitro: | Tarallo (Como) |

|  |           |                |
|  | Marcatori | 51’ S. Mariani |

| Parma 27 settembre 1987 3ª giornata | Parma               | 0 – 0 | Genoa | Stadio Ennio Tardini\| Arbitro: \| Amendolia (Messina) \| |
| Arbitro:                            | Amendolia (Messina) |       |       |                                                           |

| Genova 4 ottobre 1987 4ª giornata | Genoa             | 0 – 0 | Catanzaro | Stadio Luigi Ferraris\| Arbitro: \| Gava (Conegliano) \| |
| Arbitro:                          | Gava (Conegliano) |       |           |                                                          |

| Arbitro: | Fiorenza (Siena) |

|                     |           |                                   |
| De Vitis 38’ (rig.) | Marcatori | 11’ Marulla 36’ (aut.) Paolinelli |

| Arbitro: | Nicchi (Arezzo) |

|  |           |              |
|  | Marcatori | 7’ Marronaro |

| Arbitro: | Felicani (Bologna) |

|                          |           |                             |
| Briaschi 11’ Marulla 70’ | Marcatori | 6’, 68’ Rideout 75’ Perrone |

| Cremona 1º novembre 1987 8ª giornata | Cremonese         | 0 – 0 | Genoa | Stadio Giovanni Zini\| Arbitro: \| Beschin (Legnago) \| |
| Arbitro:                             | Beschin (Legnago) |       |       |                                                         |

| Arbitro: | Pucci (Firenze) |

|                   |           |  |
| F. Signorelli 30’ | Marcatori |  |

| Arbitro: | Coppetelli (Tivoli) |

|                    |           |  |
| Gregori 50’ (aut.) | Marcatori |  |

| Arbitro: | Gava (Conegliano) |

|                            |           |  |
| Torrente 36’ Scanziani 49’ | Marcatori |  |

| Arbitro: | Di Cola (Avezzano) |

|              |           |  |
| Pasculli 36’ | Marcatori |  |

| Arbitro: | Felicani (Bologna) |

|                   |           |             |
| F. Signorelli 22’ | Marcatori | 18’ Monelli |

| Arbitro: | Tuveri (Cagliari) |

|               |           |  |
| Fortunato 28’ | Marcatori |  |

| Arbitro: | Fiorenza (Siena) |

|          |           |  |
| Ambu 26’ | Marcatori |  |

| Arbitro: | Pucci (Firenze) |

|          |           |  |
| Bivi 60’ | Marcatori |  |

| Arbitro: | Beschin (Legnago) |

|             |           |            |
| Marulla 60’ | Marcatori | 72’ Giusto |

| Piacenza 17 gennaio 1988 18ª giornata | Piacenza               | 0 – 0 | Genoa | Stadio Galleana\| Arbitro: \| Calabretta (Catanzaro) \| |
| Arbitro:                              | Calabretta (Catanzaro) |       |       |                                                         |

| Arbitro: | Bruni (Arezzo) |

|                     |           |              |
| Di Carlo 41’ (rig.) | Marcatori | 80’ Masolini |

#### Girone di ritorno
| Arbitro: | Guidi (Bologna) |

|             |           |  |
| Marulla 65’ | Marcatori |  |

| Arbitro: | Novi (Pisa) |

|  |           |                                |
|  | Marcatori | 44’ Trevisan 65’ F. Signorelli |

| Genova 21 febbraio 1988 22ª giornata | Genoa             | 0 – 0 | Parma | Stadio Luigi Ferraris\| Arbitro: \| Tuveri (Cagliari) \| |
| Arbitro:                             | Tuveri (Cagliari) |       |       |                                                          |

| Arbitro: | Esposito (Torre del Greco) |

|                          |           |  |
| Cascione 54’ Palanca 78’ | Marcatori |  |

| Arbitro: | Tarallo (Como) |

|  |           |                 |
|  | Marcatori | 14’ Dalla Costa |

| Arbitro: | Gava (Conegliano) |

|                                       |           |  |
| Marronaro 38’ Stringara 57’ Luppi 69’ | Marcatori |  |

| Arbitro: | Beschin (Legnago) |

|           |           |                   |
| Brondi 8’ | Marcatori | 9’ (aut.) Rideout |

| Arbitro: | Luci (Firenze) |

|                   |           |            |
| F. Signorelli 75’ | Marcatori | 69’ Pelosi |

| Arbitro: | Felicani (Bologna) |

|                   |           |  |
| Vagheggi 35’, 39’ | Marcatori |  |

| Arbitro: | Frigerio (Milano) |

|                                  |           |                  |
| Ambu 2’ Marulla 69’ Di Carlo 84’ | Marcatori | 35’ S. Schillaci |

| Arbitro: | Calabretta (Catanzaro) |

|                |           |  |
| P. Mariani 48’ | Marcatori |  |

| Genova 1º maggio 1988 31ª giornata | Genoa             | 0 – 0 | Lecce | Stadio Luigi Ferraris\| Arbitro: \| Pairetto (Torino) \| |
| Arbitro:                           | Pairetto (Torino) |       |       |                                                          |

| Arbitro: | Cornieti (Forlì) |

|              |           |  |
| Gregucci 90’ | Marcatori |  |

| Arbitro: | Lombardo (Marsala) |

|  |           |                             |
|  | Marcatori | 14’ Strömberg 42’ Fortunato |

| San Benedetto del Tronto 22 maggio 1988 34ª giornata | Sambenedettese | 0 – 0 | Genoa | Stadio Riviera delle Palme\| Arbitro: \| Paparesta \| |
| Arbitro:                                             | Paparesta      |       |       |                                                       |

| Arbitro: | Amendolia (Messina) |

|               |           |             |
| Scanziani 82’ | Marcatori | 15’ Biagini |

| Arbitro: | Casarin (Milano) |

|                  |           |  |
| Magnocavallo 57’ | Marcatori |  |

| Arbitro: | Magni (Bergamo) |

|                          |           |              |
| Marulla 5’ Gentilini 81’ | Marcatori | 79’ Tomasoni |

| Arbitro: | Agnolin (Bassano del Grappa) |

|                     |           |                                                |
| Masolini 33’ (rig.) | Marcatori | 10’ (rig.) Di Carlo 30’ Scanziani 88’ Briaschi |

### Coppa Italia

#### Primo turno
| Arbitro: | Paparesta (Bari) |

|                                                          |           |                     |
| Júnior 7’, 68’ Sliskovic 47’ Gaudenzi 57’ F. Mancini 90’ | Marcatori | 87’ (rig.) Briaschi |

| Arbitro: | Di Cola (Avezzano) |

|  |           |                              |
|  | Marcatori | 10’ Mastrantonio 30’ Marulla |

| Arbitro: | Guidi (Bologna) |

|              |           |  |
| Trevisan 76’ | Marcatori |  |

| Arbitro: | Pairetto (Torino) |

|                                   |           |                     |
| Gentilini 48’ (aut.) Giannini 63’ | Marcatori | 31’ (rig.) Briaschi |

| Arbitro: | Pucci (Firenze) |

|  |           |                 |
|  | Marcatori | 29’, 40’ Meluso |

## Statistiche

### Statistiche di squadra
| Competizione | Punti | In casa | In casa | In casa | In casa | In casa | In casa | In trasferta | In trasferta | In trasferta | In trasferta | In trasferta | In trasferta | Totale | Totale | Totale | Totale | Totale | Totale | DR  |
| Competizione | Punti | G       | V       | N       | P       | Gf      | Gs      | G            | V            | N            | P            | Gf           | Gs           | G      | V      | N      | P      | Gf     | Gs     | DR  |
| ------------ | ----- | ------- | ------- | ------- | ------- | ------- | ------- | ------------ | ------------ | ------------ | ------------ | ------------ | ------------ | ------ | ------ | ------ | ------ | ------ | ------ | --- |
| Serie B      | 32    | 19      | 6       | 8       | 5       | 17      | 15      | 19           | 3            | 6            | 10           | 8            | 17           | 38     | 9      | 14     | 15     | 25     | 32     | -7  |
| Coppa Italia | 6     | 2       | 1       | 0       | 1       | 1       | 2       | 3            | 1            | 0            | 2            | 4            | 7            | 5      | 2      | 0      | 3      | 5      | 9      | -4  |
| Totale       |       | 21      | 7       | 8       | 6       | 18      | 17      | 22           | 4            | 6            | 12           | 12           | 24           | 43     | 11     | 14     | 18     | 30     | 41     | -11 |

### Statistiche dei giocatori
| Giocatore       | Serie B  | Serie B | Serie B     | Serie B    | Coppa Italia | Coppa Italia | Coppa Italia | Coppa Italia | Totale   | Totale | Totale      | Totale     |
| Giocatore       | Presenze | Reti    | Ammonizioni | Espulsioni | Presenze     | Reti         | Ammonizioni  | Espulsioni   | Presenze | Reti   | Ammonizioni | Espulsioni |
| --------------- | -------- | ------- | ----------- | ---------- | ------------ | ------------ | ------------ | ------------ | -------- | ------ | ----------- | ---------- |
| A. Agostinelli  | 18       | 0       | ?           | ?          | -            | -            | -            | -            | 18       | 0      | 0+          | 0+         |
| C. Ambu         | 18       | 2       | ?           | ?          | 5            | 0            | ?            | ?            | 23       | 2      | ?           | ?          |
| M. Briaschi     | 22       | 2       | ?           | ?          | 5            | 2            | ?            | ?            | 27       | 4      | ?           | ?          |
| N. Caricola     | 25       | 0       | ?           | ?          | 4            | 0            | ?            | ?            | 29       | 0      | ?           | ?          |
| L. Chiappino    | 16       | 0       | ?           | ?          | -            | -            | -            | -            | 16       | 0      | 0+          | 0+         |
| A. Di Carlo     | 32       | 3       | ?           | ?          | -            | -            | -            | -            | 32       | 3      | 0+          | 0+         |
| S. Domini       | -        | -       | -           | -          | 5            | 0            | ?            | ?            | 5        | 0      | 0+          | 0+         |
| S. Eranio       | 34       | 0       | ?           | ?          | 5            | 0            | ?            | ?            | 39       | 0      | ?           | ?          |
| A. Gentilini    | 16       | 1       | ?           | ?          | 5            | 0            | ?            | ?            | 21       | 1      | ?           | ?          |
| A. Gregori      | 38       | -32     | ?           | ?          | -            | -            | -            | -            | 38       | -32    | 0+          | 0+         |
| L. Guazzi       | -        | -       | -           | -          | 4            | -7           | ?            | ?            | 4        | -7     | 0+          | 0+         |
| L. Marulla      | 36       | 6       | ?           | ?          | 4            | 1            | ?            | ?            | 40       | 7      | ?           | ?          |
| P. Mastrantonio | 18       | 0       | ?           | ?          | 4            | 1            | ?            | ?            | 22       | 1      | ?           | ?          |
| R. Murgita      | 2        | 0       | ?           | ?          | -            | -            | -            | -            | 2        | 0      | 0+          | 0+         |
| M. Pasquale     | -        | -       | -           | -          | 1            | -2           | ?            | ?            | 1        | -2     | 0+          | 0+         |
| M. Pecoraro     | 35       | 0       | ?           | ?          | 5            | 0            | ?            | ?            | 40       | 0      | ?           | ?          |
| G. Podavini     | 16       | 0       | ?           | ?          | -            | -            | -            | -            | 16       | 0      | 0+          | 0+         |
| F. Rotella      | 13       | 0       | ?           | ?          | 3            | 0            | ?            | ?            | 16       | 0      | ?           | ?          |
| A. Scanziani    | 32       | 3       | ?           | ?          | 3            | 0            | ?            | ?            | 35       | 3      | ?           | ?          |
| E. Signorelli   | 14       | 0       | ?           | ?          | 2            | 0            | ?            | ?            | 16       | 0      | ?           | ?          |
| F. Signorelli   | 31       | 4       | ?           | ?          | 3            | 0            | ?            | ?            | 34       | 4      | ?           | ?          |
| A. Spallarossa  | 2        | 0       | ?           | ?          | -            | -            | -            | -            | 2        | 0      | 0+          | 0+         |
| V. Torrente     | 31       | 1       | ?           | ?          | 4            | 0            | ?            | ?            | 35       | 1      | ?           | ?          |
| A. Trevisan     | 37       | 1       | ?           | ?          | 4            | 1            | ?            | ?            | 41       | 2      | ?           | ?          |
| F. Visca        | 1        | 0       | ?           | ?          | -            | -            | -            | -            | 1        | 0      | 0+          | 0+         |